# Niemysłowice
Niemysłowice (niem. Buchelsdorf) – wieś w Polsce położona w województwie opolskim, w powiecie prudnickim, w gminie Prudnik. Historycznie leży na Górnym Śląsku, na ziemi prudnickiej. Położona jest na terenie Obniżenia Prudnickiego, będącego częścią Niziny Śląskiej.
Nieoficjalną częścią wsi jest Spalony Dwór.
W latach 1975–1998 miejscowość administracyjnie należała do ówczesnego województwa opolskiego.
Według danych na 2011 wieś była zamieszkana przez 665 osób.

## Geografia

### Położenie
Wieś jest położona w południowo-zachodniej Polsce, w województwie opolskim, około 8 km od granicy z Czechami, w zachodniej części Obniżenia Prudnickiego, tuż przy granicy gminy Prudnik z gminą Lubrza. Należy do Euroregionu Pradziad. Leży na wysokości 255–296 m n.p.m., na obszarze 524,10 ha. Ma charakter rolniczy. 724 mieszkańców zajmuje 55 gospodarstw. Istnieją dwa duże gospodarstwa o powierzchni 50 ha, pozostałe liczą od 1 do 10 ha. Głównymi uprawami są tutaj zboża, rzepak i buraki cukrowe. Wśród zasobów mineralnych wymienić można złoża surowców ilastych o powierzchni 7,20 ha oraz złoża piasku zajmujące 0,5 ha pow. eksploatacyjnej. Na południowy zachód od miejscowości znajduje się Las Niemysłowicki. Leży na terenie Nadleśnictwa Prudnik (obręb Prudnik).

### Środowisko naturalne
W Niemysłowicach panuje klimat umiarkowany ciepły. Średnia temperatura roczna wynosi +7,9 °C. Duże zróżnicowanie dotyczy termicznych pór roku. Średnie roczne opady atmosferyczne w rejonie Niemysłowic wynoszą 625 mm. Dominują wiatry zachodnie.

Panorama Niemysłowic od strony zachodniej

## Nazwa
W kronice łacińskiej Liber fundationis episcopatus Vratislaviensis (pol. Księga uposażeń biskupstwa wrocławskiego) spisanej w latach 1295–1305 miejscowość wymieniona jest w zlatynizowanej formie Nemislovitz Buchwaltdorph. Jej pierwszy człon wywodzi się od staropolskiego imienia Niemysł, który prawdopodobnie był założycielem wsi. Drugi człon łączy się z faktem położenia wsi wśród lasów bukowych wymagających wykarczowania, i stąd osadnicy (w większości Niemcy) nazwali ją Buchwalstdorph, co przetłumaczyć można jako Buków lub Bukowiec. W czasach średniowiecza używano obu nazw – Niemysłowice Bukowiec, ale z czasem pozostała tylko ta druga.
W następnych latach wieś była wzmiankowana pod następującymi nazwami: 1401 Gut Buchelsdorf, 1484 Buchsdorf, 1586 Buchelsdorff, 1605 Puchelssdorff, 1679 villa Buchelsdorf, 1743, 1778 Buchelsdorff, 1784, 1845, 1864, 1886, 1941 Buchelsdorf.
Obecna nazwa została administracyjnie zatwierdzona 12 listopada 1946.

## Historia

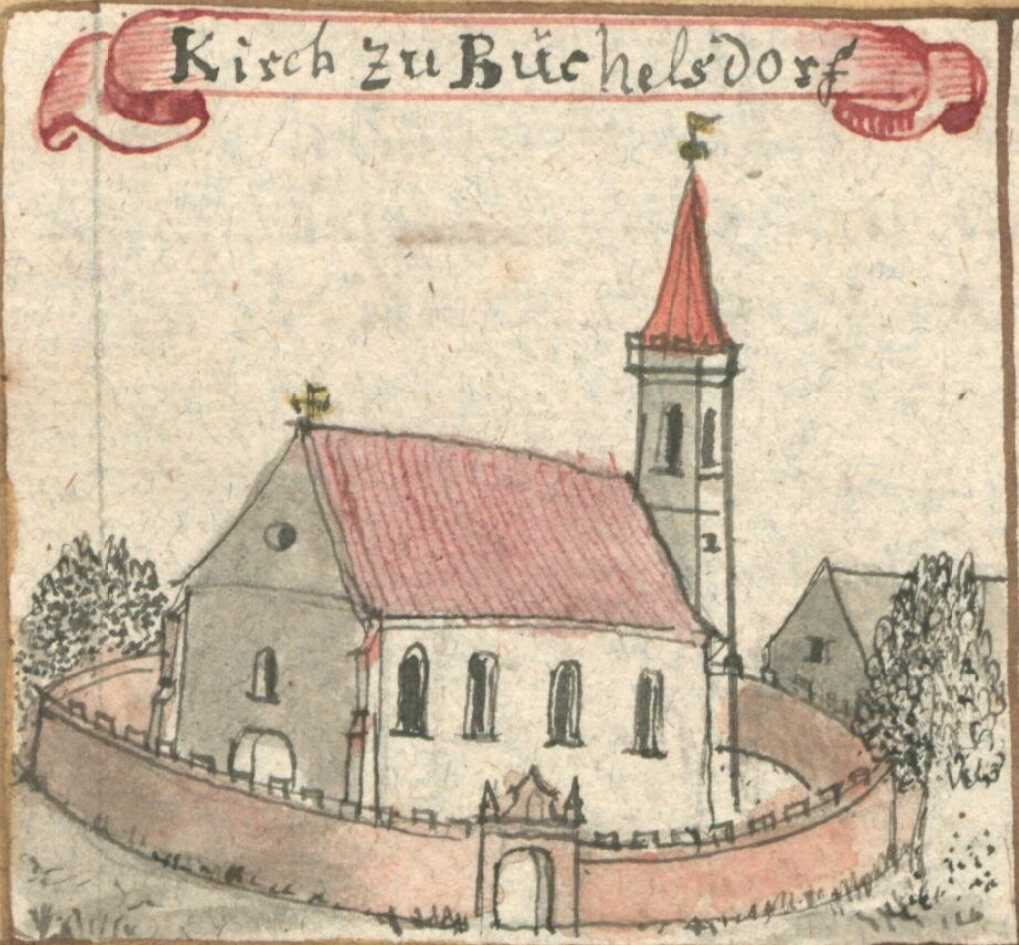
Rysunek kościoła w XVIII w. autorstwa Friedricha Bernharda Wernera

Ślady pobytu człowieka na terenie obecnej wsi Niemysłowice sięgają epoki paleolitu. W 1927 na polu koło Niemysłowic znaleziono fragment kamiennej siekierki z tego okresu.
Wieś po raz pierwszy wzmiankowana była pod nazwą Nemislovitz Buchwaltdorph w Księdze uposażeń biskupstwa wrocławskiego spisanej w latach 1295–1305. Z 1447 pochodzi wzmianka o drewnianej świątyni w Niemysłowicach. Na jej miejscu w 1568 został zbudowany obecny kościół św. Anny, wówczas jako protestancki zbór ufundowany przez hrabinę Magdalenę Kannenwurt z Vrbna. W 1629 został przekazany katolikom.

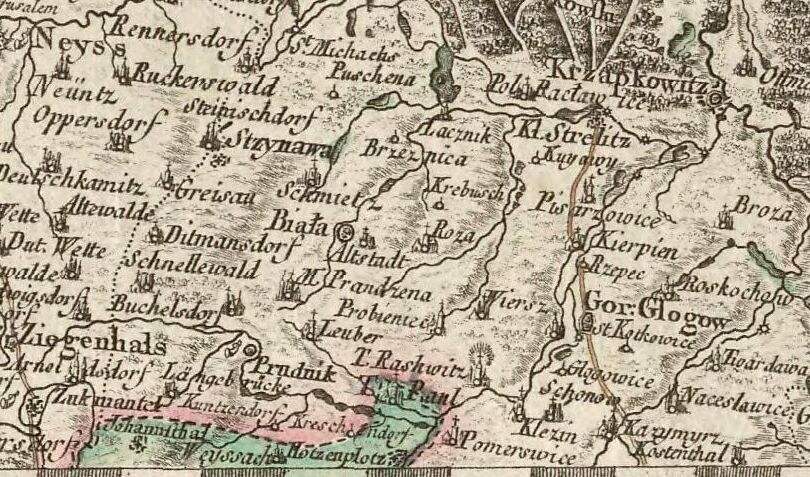
Niemysłowice (Buchelsdorf) wśród miejscowości ziemi prudnickiej na polskojęzycznej mapie z 1772

Podczas wizytacji kościelnej w 1679 zostało zanotowane, że w Niemysłowicach: „piękny kościół nawiedzany jest przez niewielką ilość katolików. Liczni niekatolicy chodzą do niego tylko wtedy, gdy im się podoba. Wieś ta nie jest ani oziębła ani gorliwa – jaki pasterz taka trzoda. Tak proboszcz, jak i dziedzic bowiem są obojętni i pozwalają, by młodzież pozostawała pod wpływem innowierców. (...) Opiekunami kościoła są: Mateusz Otte – protestant i Mateusz Rober – katolik”.
Do 1742 wieś należała do powiatu sądowego prudnickiego w Monarchii Habsburgów. Po I wojnie śląskiej znalazła się w granicach Królestwa Prus i weszła w skład powiatu prudnickiego w prowincji Śląsk. 25 marca 1760 w trakcie trzeciej wojny śląskiej z Niemysłowic rozpoczęło się natarcie Austriaków na Prusaków stacjonujących w Prudniku. Prusacy po wygranej bitwie wycofali się przez Niemysłowice do Ścinawy Nyskiej.

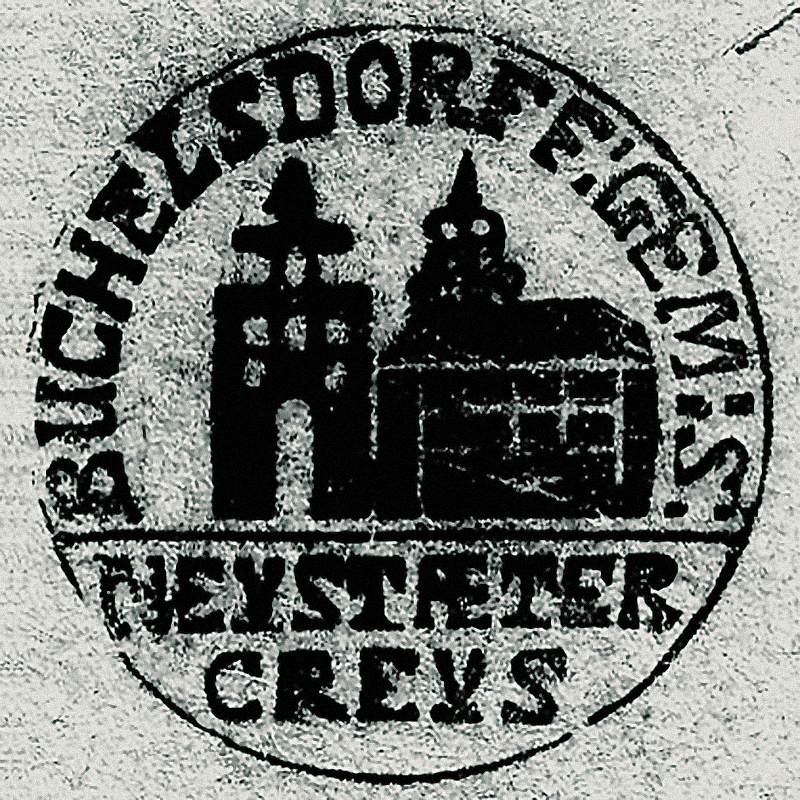
Pieczęć Niemysłowic (1827)

Wieś była własnością arystokratycznej rodziny Mettichów z Prudnika. Wchodziła w skład dóbr zamku w Łące Prudnickiej. W 1807 wieś została splądrowana przez wojska Napoleona podczas oblężenia twierdzy Nysa. Na początku XIX wieku liczba mieszkańców wsi przekroczyła ponad 700 osób. Wieś posiadała swoją własną pieczęć, która przedstawiała w polu kościół, a w otoku napis: BUCHELSDORFF: GEM: S: / NEYSTAETER CREYS (pol. Gmina Niemysłowice / Powiat Prudnicki). W 1821, na krótki okres Niemysłowice stały się własnością generałowej Colomb i Johanna Karla von Siedlnitzkiego herbu Odrowąż. Ostatnim patronem kościoła w Niemysłowicach był landrat Hermann von Choltitz, krewny generała Dietricha von Choltitza. Po rozpoczęciu wojny francusko-pruskiej w 1870 w Niemysłowicach rozlokowano I eskadron prudnickiego pułku huzarów.
W 1855 Niemysłowice zamieszkiwało 848 osób, a w 1861 – 887, z czego 654 osoby były katolikami a 233 ewangelikami. We wsi istniały dwie osobne szkoły dla dzieci obu wyznań. Do szkoły katolickiej uczęszczało 150 uczniów, a do ewangelickiej 30. Były tu 4 budynki publiczne, 124 prywatne domy i 8 dużych zabudowań gospodarczych. Według danych z 1888, we wsi mieszkało 1090 osób, z czego 774 było katolikami a 296 ewangelikami, 1060 zadeklarowało posługiwanie się językiem niemieckim, a innym 20.

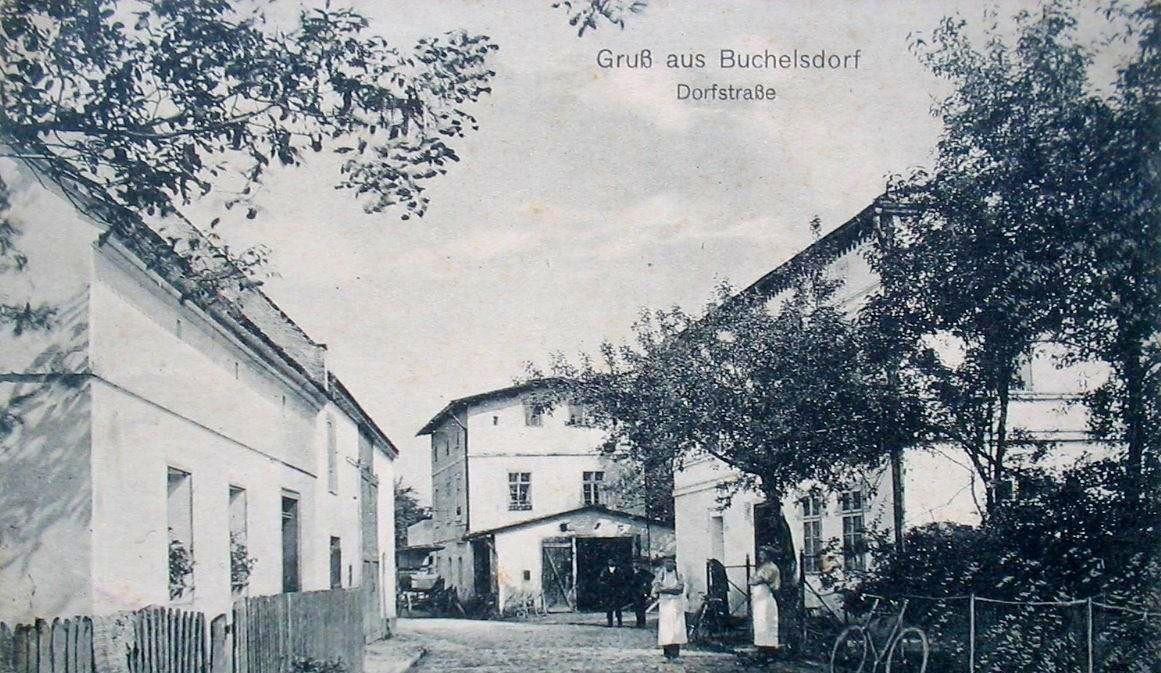
Fragment zabudowy Niemysłowic (lata 1910–1916)

Według spisu ludności z 1 grudnia 1910, na 1183 mieszkańców Niemysłowic 1131 posługiwało się językiem niemieckim, 41 językiem polskim, a 11 było dwujęzycznych. Po I wojnie światowej we wsi, obok kościoła, powstał pomnik upamiętniający mieszkańców wsi, którzy zginęli podczas niej. W 1921 w zasięgu plebiscytu na Górnym Śląsku znalazła się tylko część powiatu prudnickiego. Niemysłowice znalazły się po stronie zachodniej, poza terenem plebiscytowym. W latach 30. XX wieku większość mieszkańców Niemysłowic stanowili rolnicy i sadownicy. Sporą grupę stanowili rzemieślnicy oraz robotnicy rolni. Wiele osób pracowało w funkcjonującej tu cukrowni, cegielni oraz zakładach włókienniczych w Prudniku. Istniała tu komórka NSDAP.

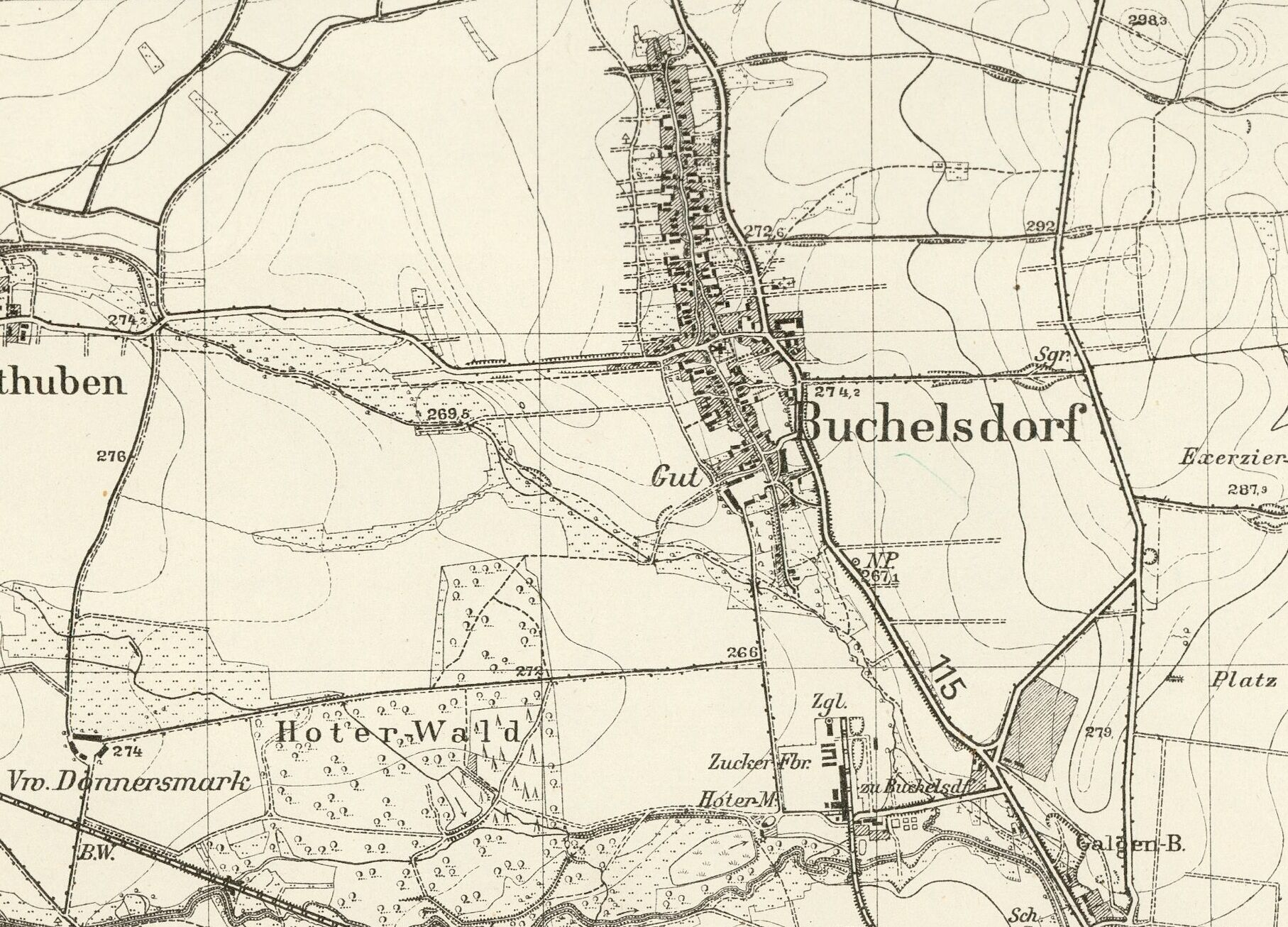
Niemysłowice na mapie z 1930

W czasie II wojny światowej w tartaku w Niemysłowicach utworzono podobóz Stalag VIII B/E364 obozu jenieckiego w Łambinowicach dla jeńców z imperium brytyjskiego. W gospodarstwach rolnych na terenie Niemysłowic przebywała liczna grupa robotników przymusowych z Polski, Francji, Ukrainy i Rosji. W styczniu 1945 w miejscowości doszło do licznych mordów dokonanych przez niemieckich nazistów na ewakuowanych więźniach obozu koncentracyjnego Auschwitz-Birkenau. Przy drodze z Prudnika rozstrzelano 57 chorych więźniów pochodzenia żydowskiego (w tym 15 obywateli Polski), w samej wsi członkowie SS dokonali egzekucji kilkunastu więźniów oskarżonych o próbę ucieczki. Na polecenie sołtysa Niemysłowic, robotnicy przymusowi z Polski i Związku Radzieckiego zwozili na saniach zwłoki zabitych więźniów i grzebali je w lejach po bombach bądź w piaskowniach (27 kwietnia 1946 przeprowadzono ich ekshumację). 17 marca 1945 wieś została zajęta przez Armię Czerwoną zmierzającą na Prudnik od strony Rudziczki i Czyżowic. Mieszkańcy uciekli w kierunku Prudnika i Łąki Prudnickiej. Rosjanie ostrzelali wieżę kościoła zajętą przez żołnierzy niemieckich, a następnie go splądrowali. Dokonali mordów, gwałtów, grabieży i podpalili kilka domów.
Od marca do maja 1945 powiat prudnicki znajdował się pod kontrolą radzieckiej komendantury wojskowej. 11 maja 1945 polska administracja przejęła władzę cywilną w powiecie prudnickim. Wówczas w Niemysłowicach została osiedlona część polskich repatriantów z Kresów Wschodnich – z Puźnik. 4 czerwca 1945 do wsi przybył jej pierwszy polski sołtys – Adolf Jaworski. Wydał on zgodę na odprawianie nabożeństw po niemiecku dla pozostałych tu autochtonów. W lipcu Niemcy pracowali na żniwach pod nadzorem Rosjan, za co otrzymywali ziemniaki jako pożywienie. We wsi wybuchła epidemia tyfusu, w trakcie której zmarło 10 osób. 1 sierpnia 1945 Rosjanie nieoczekiwanie zlikwidowali swoją komendaturę w Niemysłowicach, jednak powrócili następnego dnia, by dokonać omłotu zboża. Nie byli jednak w stanie tego zrobić, ponieważ pas transmisyjny od młocarni został ukradziony. Tego samego dnia Polacy otrzymali konie, które wcześniej zabrano Niemcom. Następnego dnia Rosjanie próbowali odebrać je Polakom, jednak konflikt został zażegnany przez generała Aleksandra Zawadzkiego, który przybył do Niemysłowic. Władze polskie aresztowały trzech mieszkańców Niemysłowic, w tym przedwojennego burmistrza wsi, pod zarzutem przynależności do organizacji faszystowskich, i skierowała ich do obozu pracy w Łambinowicach. Burmistrz został zabity sztachetą przez polskiego wartownika za to, że „był wysoki jak SS-man”. Niemieckojęzyczna ludność została wysiedlona na zachód w czerwcu 1946.
W latach 1945–1950 Niemysłowice należały do województwa śląskiego, a od 1950 do województwa opolskiego. W latach 1945–1954 wieś należała do gminy Rudziczka, a w latach 1954–1972 do gromady Rudziczka.

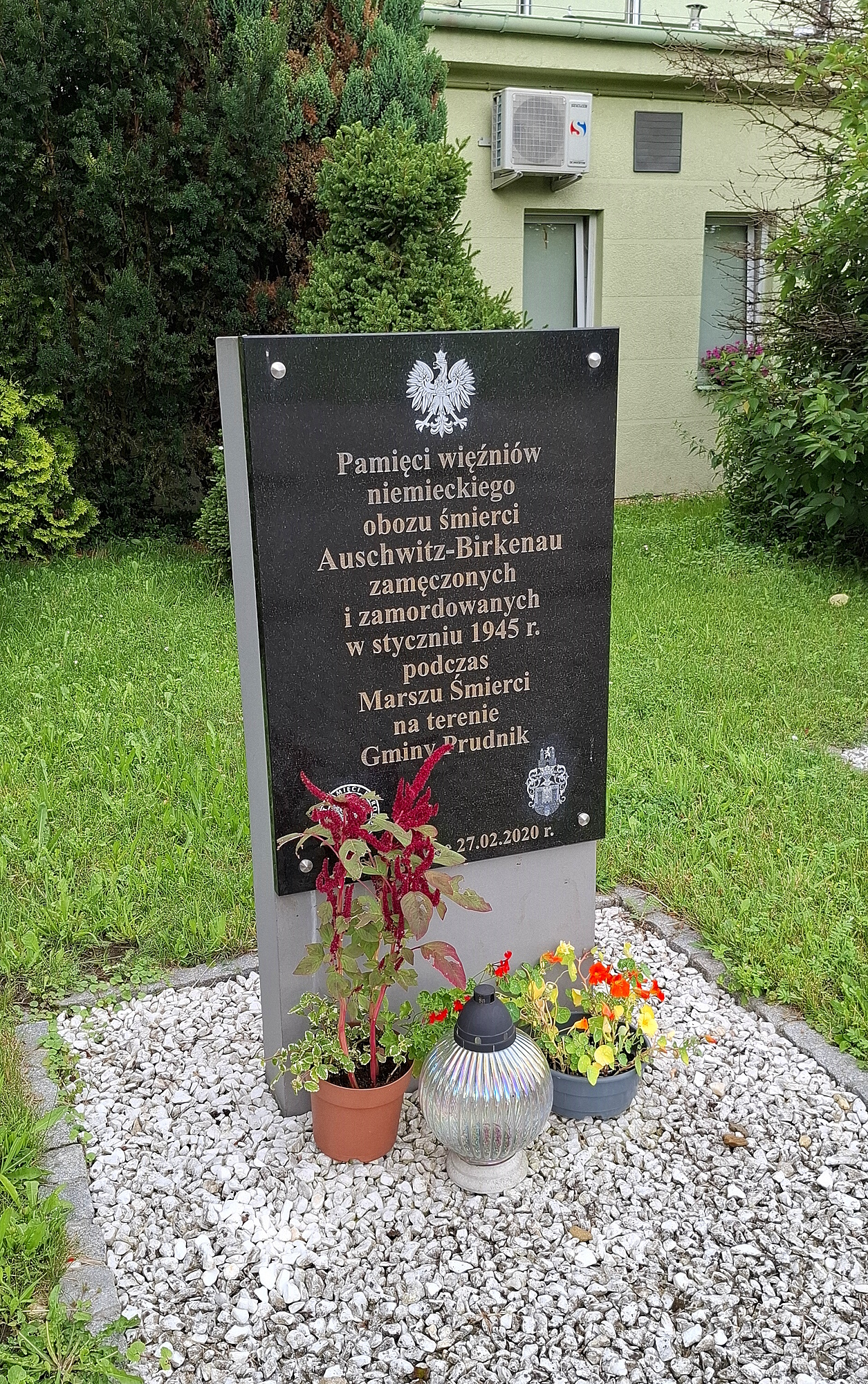
Pomnik ofiar marszu śmierci

W 1949 we wsi znajdowały się między innymi: szkoła podstawowa prowadzona przez Inspektorat Szkolny w Prudniku, kotlarz, piekarz, stolarz. Cegielnia firmy Hotzenplotzer w Niemysłowicach została przejęta przez Prudnickie Zakłady Terenowego Przemysłu Materiałów Budowlanych w Prudniku. Budynki mieszkalne i gospodarcze w Niemysłowicach zostały uszkodzone podczas lokalnej powodzi w 1977.
W 1999 Niemysłowice przystąpiły do Programu Odnowy Wsi Opolskiej. 12 lipca 2015 biskup Jan Bagiński poświęcił pomnik na placu przed kościołem w Niemysłowicach upamiętniający zbrodnie w Puźnikach i w Zalesiu, dokonane przez Ukraińską Powstańczą Armię na polskich mieszkańcach wsi w lutym 1945. 27 lutego 2020 w Niemysłowicach odsłonięto pomnik upamiętniający ofiary marszu śmierci z 1945.
Uchwałą z 18 grudnia 2020 Rady Miejskiej Prudnika wyznaczono na terenie gmin Prudnik i Głuchołazy aglomerację Prudnik o równoważnej liczbie mieszkańców 30667 oraz zlokalizowaną na terenie miejscowości: Prudnik, Chocim, Dębowiec, Jarnołtówek, Łąka Prudnicka, Moszczanka, Niemysłowice, Pokrzywna z oczyszczalnią ścieków w Prudniku.
Podczas powodzi we wrześniu 2024 w Niemysłowicach doszło do podtopień i zalania posesji.

## Mieszkańcy
Miejscowość zamieszkiwana jest przez ludność napływową, przybyłą na Śląsk z Kresów Wschodnich po 1945 w wyniku przymusowych przesiedleń ludności polskiej.

### Liczba mieszkańców wsi

Nieoficjalny herb wsi Niemysłowice

- 1793 – 316[52]
- 1871 – 838[53]
- 1885 – 1018[54]
- 1905 – 1119[55]
- 1910 – 1183[56]
- 1933 – 1112[57]
- 1939 – 1101[57]
- 1940 – 1102[58]
- 1966 – 901[59]
- 1998 – 687[5]
- 2002 – 689[5]
- 2009 – 657[5]
- 2011 – 665[5]
- 2013 – 644[60]

## Zabytki
Do wojewódzkiego rejestru zabytków wpisane są:
- kościół parafialny pw. św. Anny, zbudowany w 1568 r., w stylu gotycko-renesansowym, ufundowany przez hrabinę Magdalenę Kannenwurt z Wrbna, XIX w., najcenniejszy zabytek, wypisany z księgi rejestru
- kapliczka
- spichlerz, z XVIII–XIX w.

Zgodnie z gminną ewidencją zabytków w Niemysłowicach chronione są ponadto:
- układ ruralistyczny wsi
- zespół kościelny
  - kaplica (kostnica)
  - cmentarz z ogrodzeniem
- przedszkole, nr 37
- dom nr 34
- dom z częścią gospodarczą, nr 40
- spichlerzyk przy domu nr 40
- dom nr 161
- zespół budynków cegielni (budynek, komin, piec, magazyn), nr 163

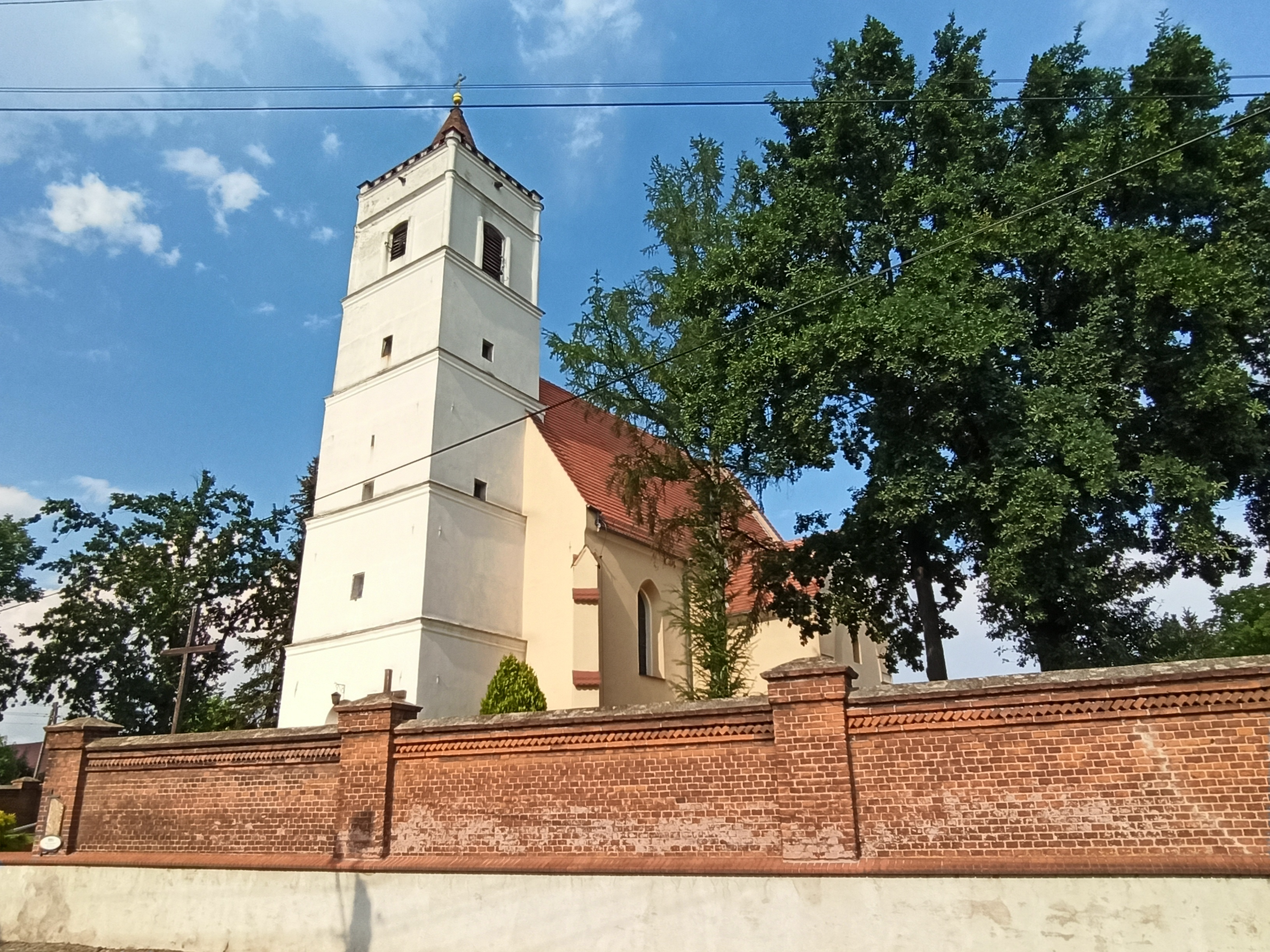
Kościół parafialny pw. św. Anny
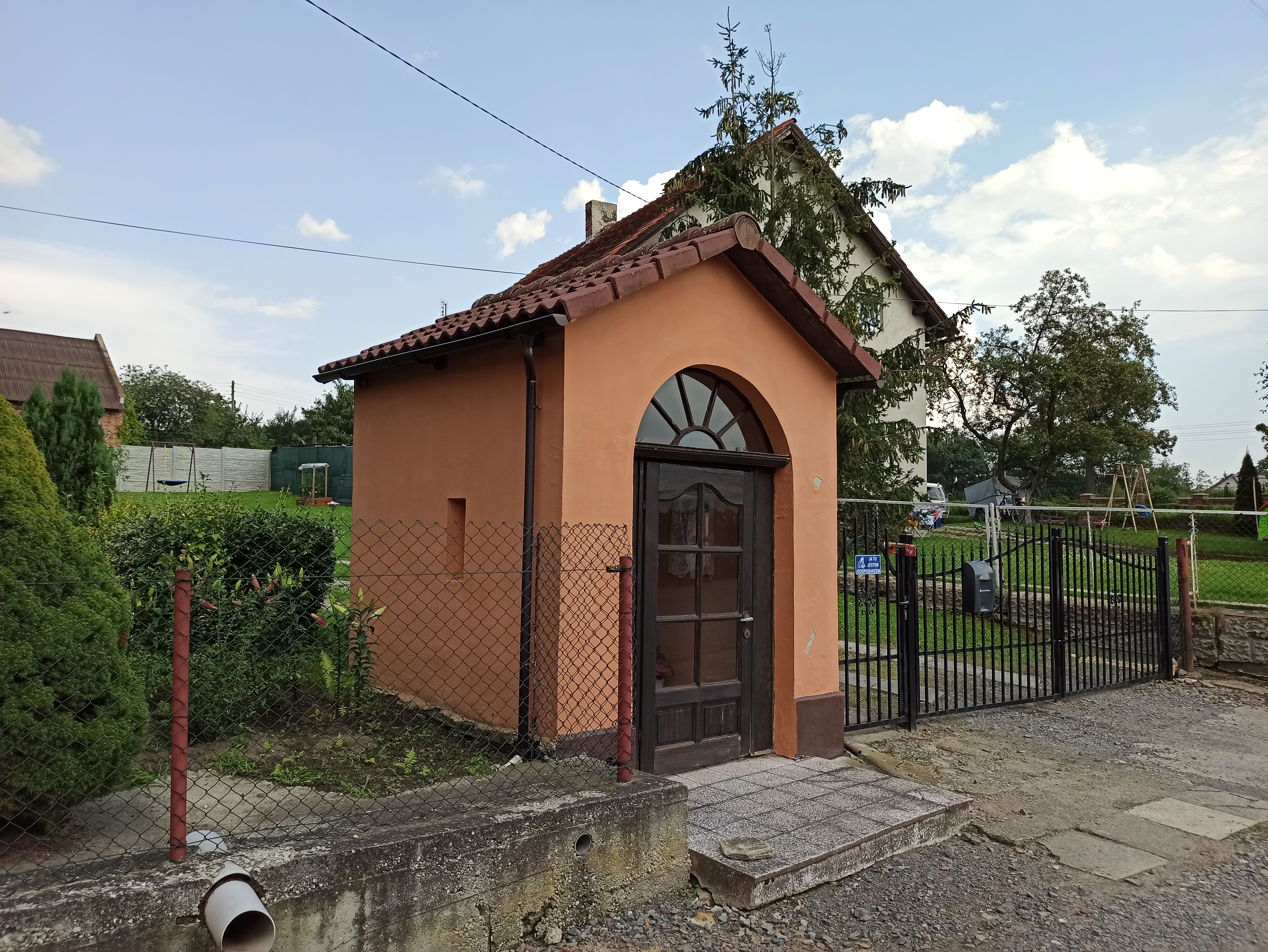
Kapliczka
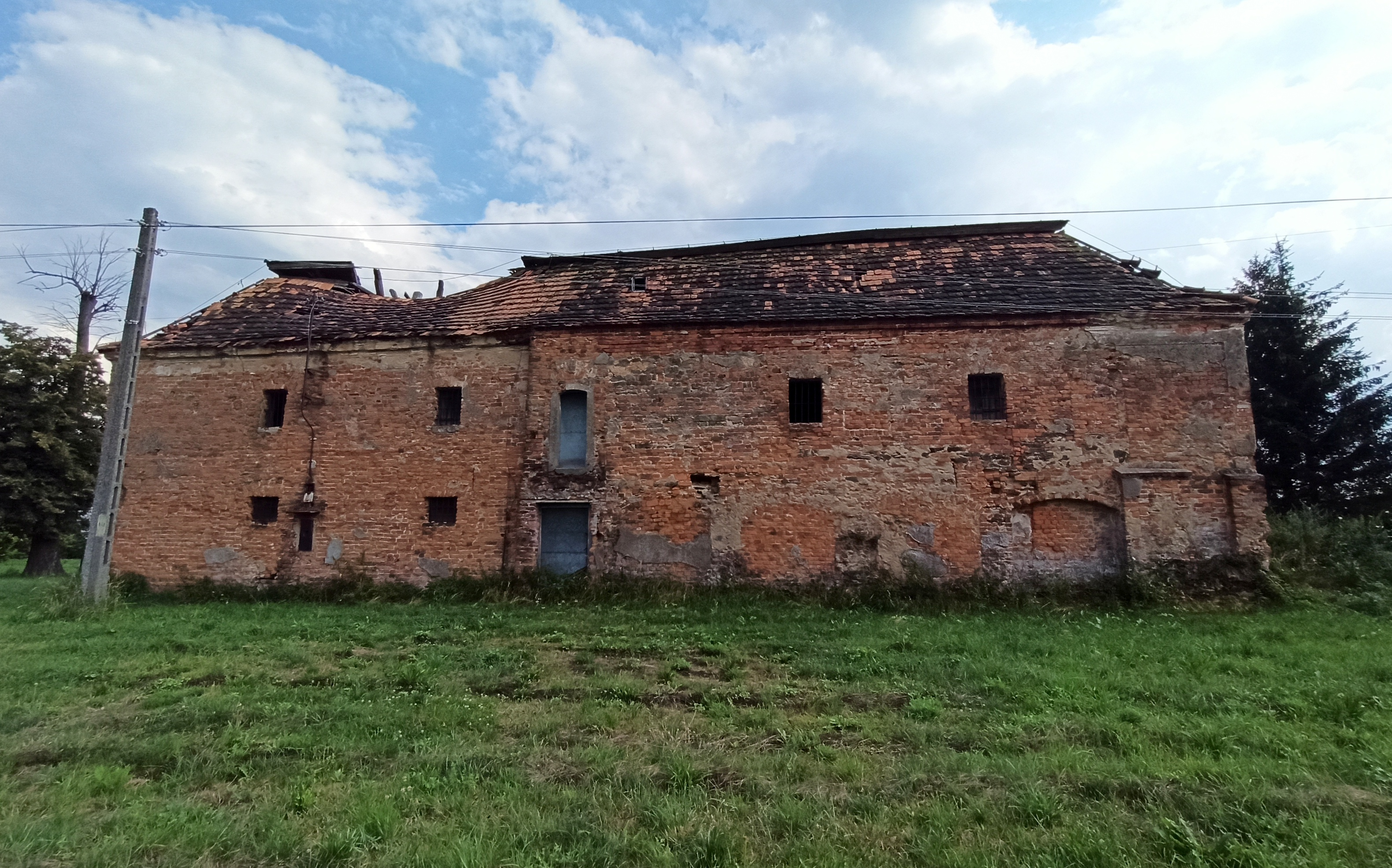
Spichlerz
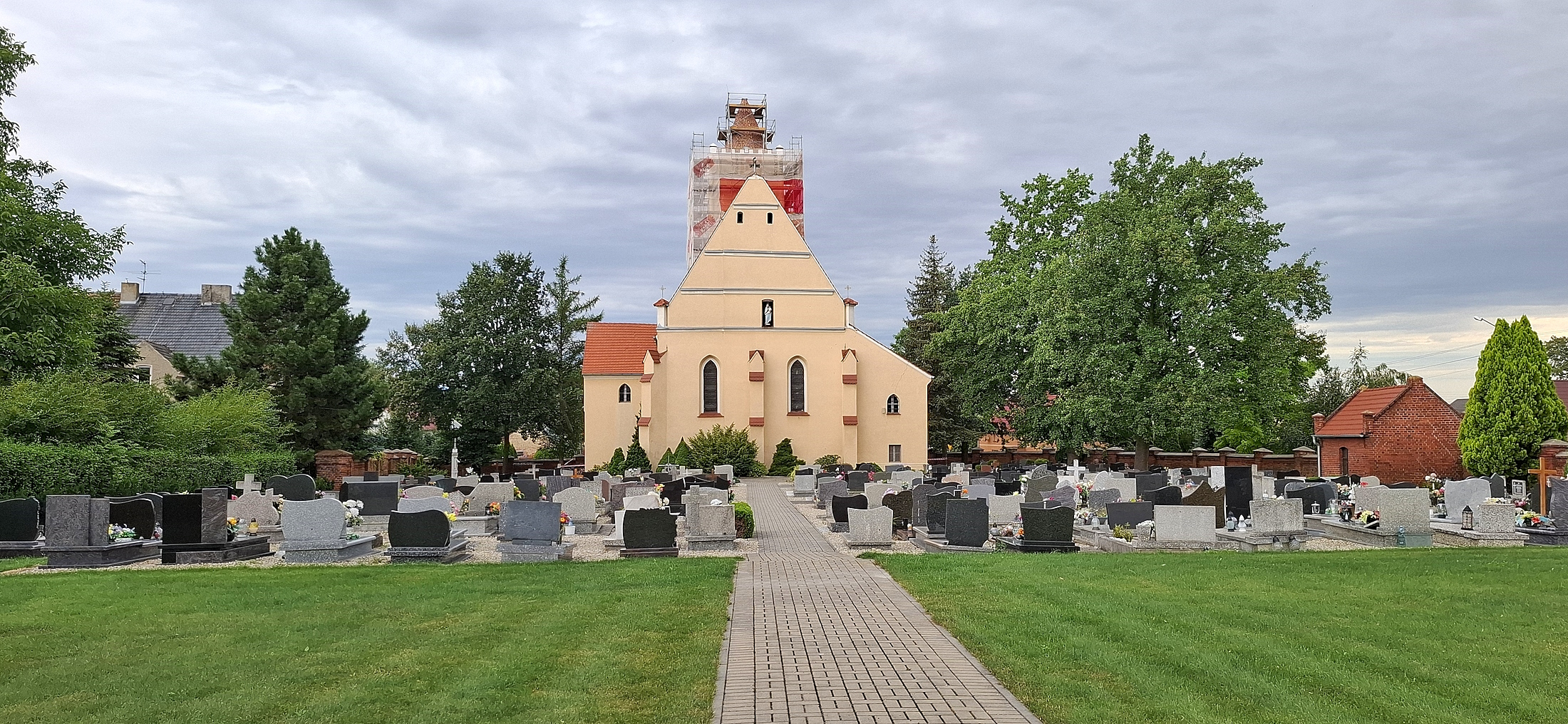
Cmentarz

## Transport

### Transport drogowy

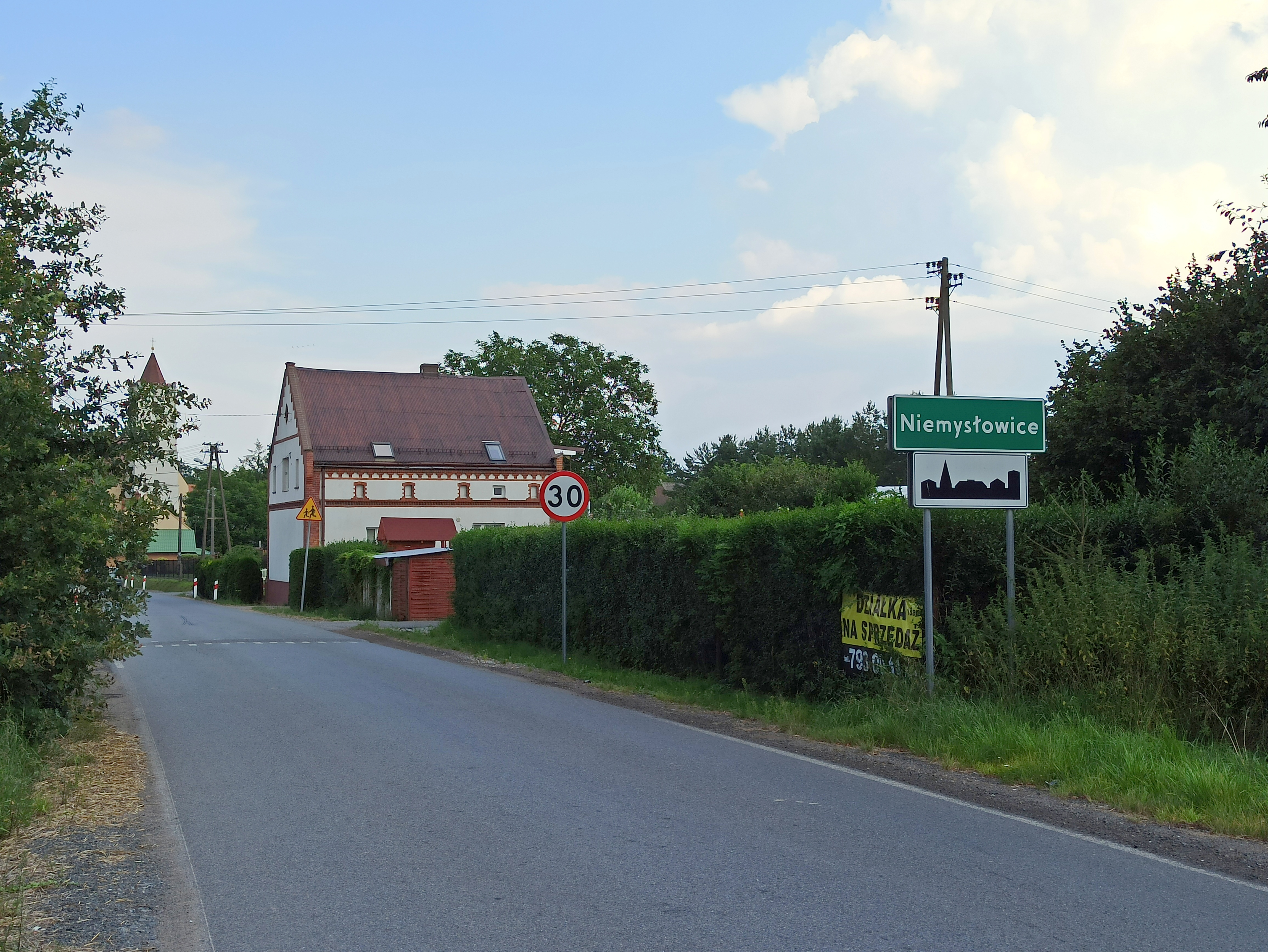
Wjazd do Niemysłowic od strony Szybowic

Przez Niemysłowice przebiega droga krajowa
- 41 Nysa – Prudnik – granica z Czechami w Trzebinie

W zarządzie Wydziału Drogownictwa Starostwa Powiatowego w Prudniku znajduje się droga powiatowa nr 1612O relacji Niemysłowice – Włóczno – Szybowice.

### Transport autobusowy

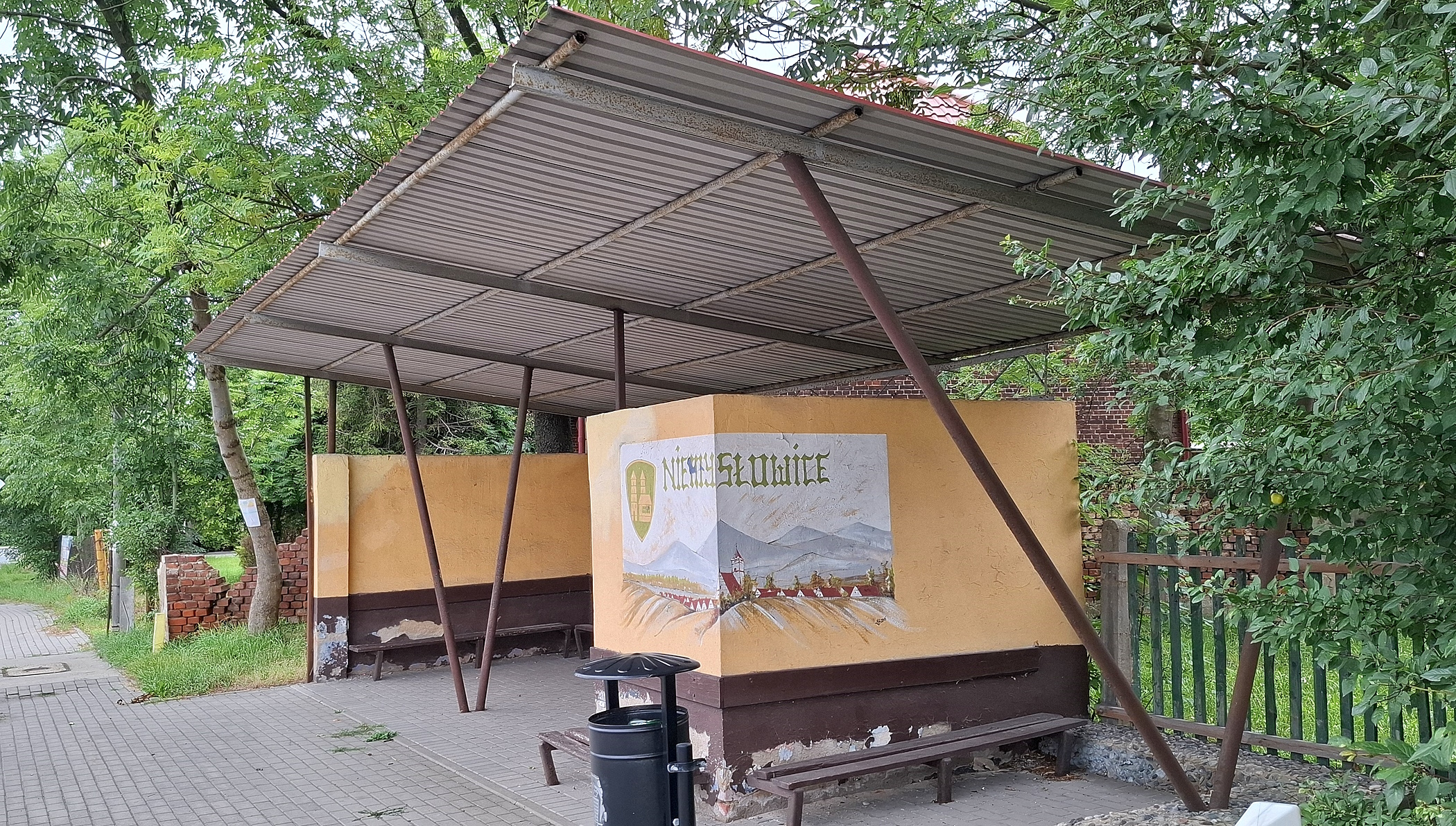
Przystanek autobusowy

Niemysłowice posiadają połączenia autobusowe z Mieszkowicami, Nysą, Piorunkowicami, Prudnikiem, Przydrożem Małym, Ścinawą Małą. We wsi znajdują się cztery przystanki autobusowe – „Niemysłowice 01”, „Niemysłowice 02”, „Szkolny”, „Wieś”.
Transport autobusowy w Niemysłowicach obsługiwany był przez PKS Prudnik. W 2004 prudnicki PKS został sprywatyzowany z udziałem Connex Polska. W 2008, w wyniku połączenia spółek PKS Connex Prudnik i PKS Connex Kędzierzyn-Koźle, utworzona została spółka Veolia Transport Opolszczyzna, w 2013 przejęta przez Arriva Bus Transport Polska. W 2019 Arriva wycofała się z Prudnika. Wówczas organizacją przewozów pasażerskich w Niemysłowicach i okolicy zajęły się ościenne PKS-y. W grudniu 2021 powołano Powiatowo-Gminny Związek Transportu „Pogranicze”, mający na celu poprawę jakości transportu.

## Oświata

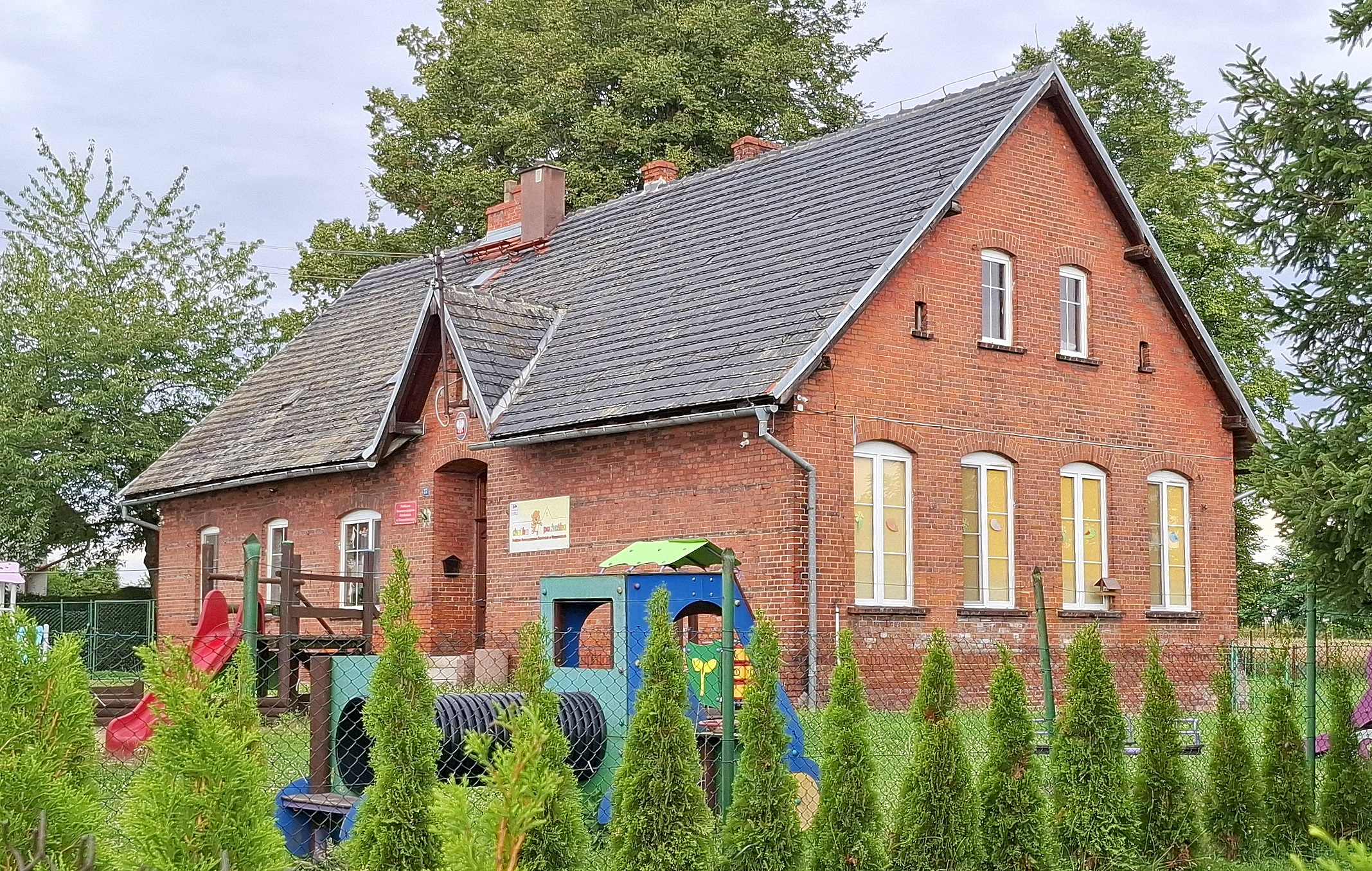
Publiczne Stowarzyszeniowe Przedszkole „Chatka Puchatka”

W Niemysłowicach pod numerem 37 znajduje się Publiczne Stowarzyszeniowe Przedszkole „Chatka Puchatka”. Otwarcie przedszkola odbyło się 14 września 2012. Placówka prowadzona jest przez Zarząd Stowarzyszenia „Bukowy Las”.

## Religia
W Niemysłowicach znajduje się katolicki kościół św. Anny, który jest siedzibą parafii św. Anny (dekanat Prudnik).

## Sport

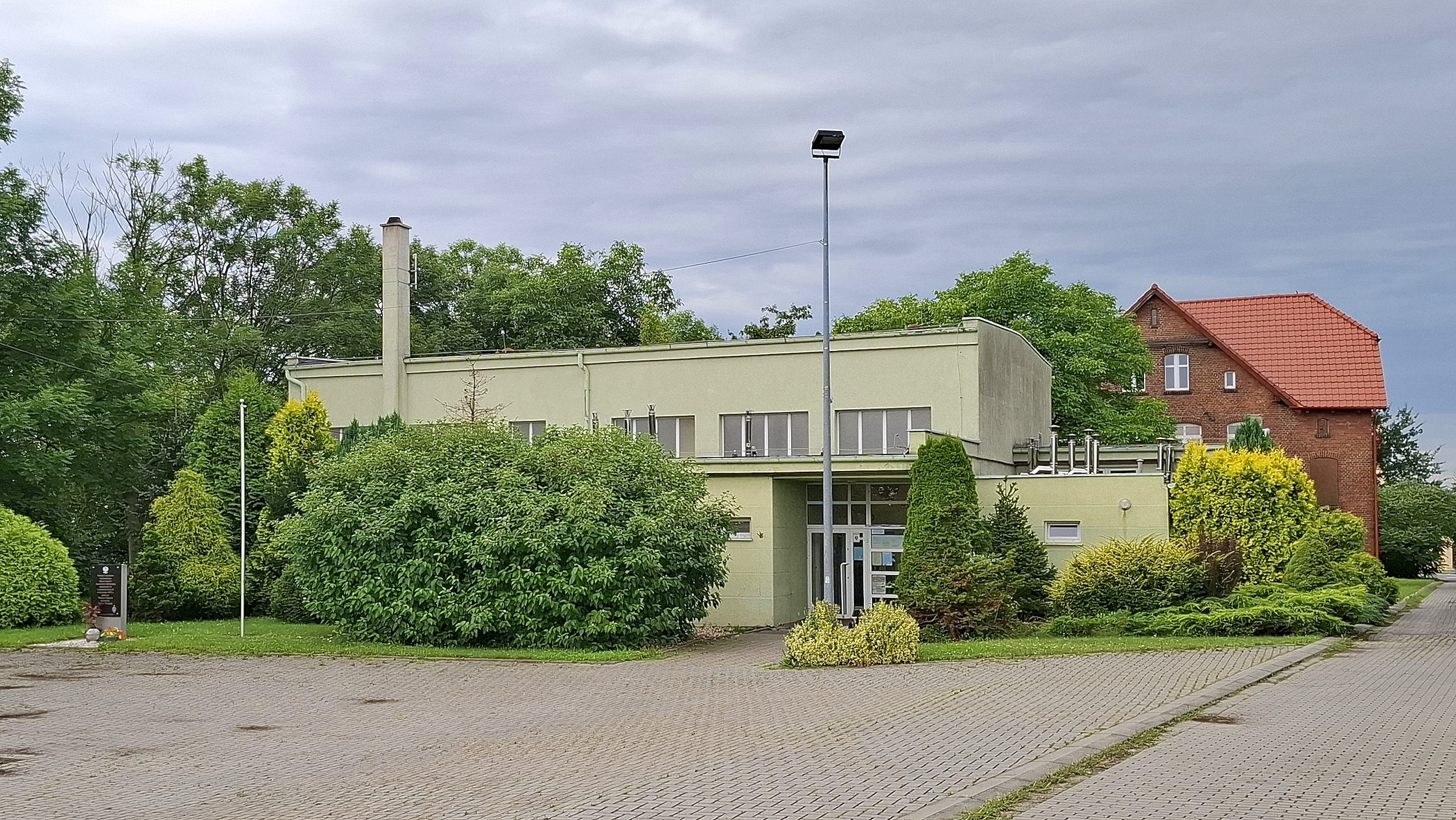
Centrum Sportowe

We wsi działa LZS Niemysłowice–Dębowiec z sekcją piłki nożnej. W budynku byłej szkoły podstawowej znajdującym się przy trasie sudeckiej znajduje się Centrum Sportowe wybudowane w 2006 przy wykorzystaniu funduszy unijnych.

## Turystyka

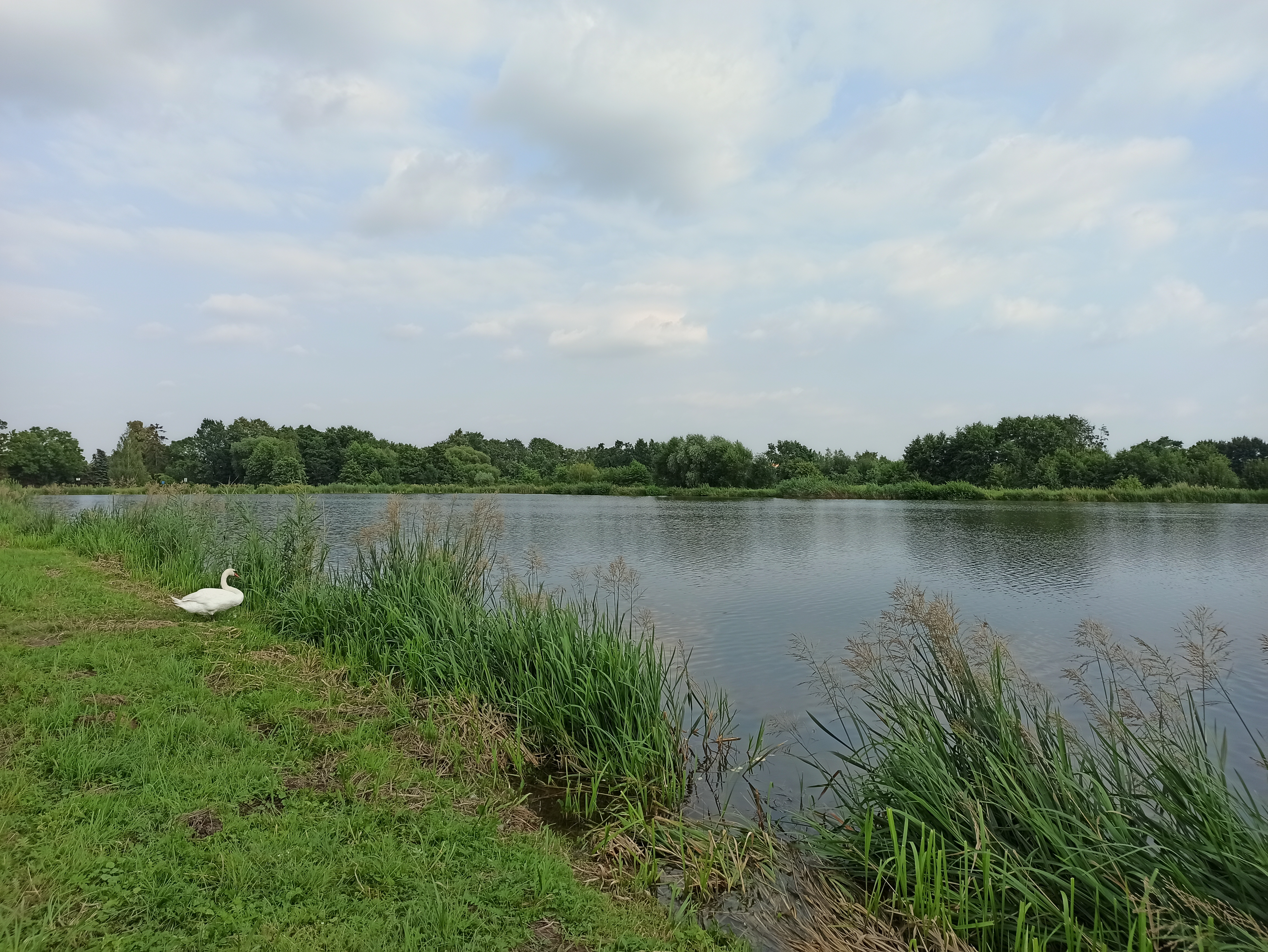
Staw niemysłowicki

W Niemysłowicach znajdują się stawy, które stanowią popularne w regionie miejsce do uprawiania wędkarstwa. Organizowane są tu zawody wędkarskie. Stawy są własnością władz miejskich, opiekuje się nimi prudnickie koło Polskiego Związku Wędkarskiego.
Oddział PTTK „Sudetów Wschodnich” w Prudniku ustanowił turystyczną Odznakę Krajoznawczą Ziemi Prudnickiej, którą zdobywa się poprzez zwiedzenie odpowiedniej liczby obiektów w miejscowościach położonych na ziemi prudnickiej, w tym w Niemysłowicach.
15 lipca 2010, w ramach organizowanego w Prudniku VI Europejskiego Tygodnia Turystyki Rowerowej, w którym wzięli udział rowerzyści z całej Europy, przez Niemysłowice prowadziła trasa „Szlakiem błogosławionej Marii Luizy Merkert”.

### Szlaki rowerowe
Przez Niemysłowice prowadzi szlak rowerowy:
- Łąka Prudnicka – Niemysłowice (6 km)

## Bezpieczeństwo
Miejscowość jest pod opieką dzielnicowego rejonu służbowego nr 7 Komendy Powiatowej Policji w Prudniku.
Teren wsi, jak i całej gminy Prudnik, położony jest w strefie nadgranicznej w związku z czym Straż Graniczna dysponuje, na tym obszarze, specjalnymi kompetencjami w zakresie bezpieczeństwa. Gminę Prudnik obejmuje zasięgiem służbowym placówka Straży Granicznej w Opolu ze Śląskiego Oddziału SG.

## Ludzie związani z Niemysłowicami
- Franciszek Fejdych (ur. 1960) – samorządowiec, burmistrz Prudnika, zamieszkały w Niemysłowicach
- Krzysztof Szafrański (ur. 1972) – kolarz szosowy, zamieszkały w Niemysłowicach